# Pseudococcus occiduus
Pseudococcus occiduus är en insektsart som beskrevs av De Lotto 1961. Pseudococcus occiduus ingår i släktet Pseudococcus och familjen ullsköldlöss. Inga underarter finns listade i Catalogue of Life.